# منحدر (جغرافيا)

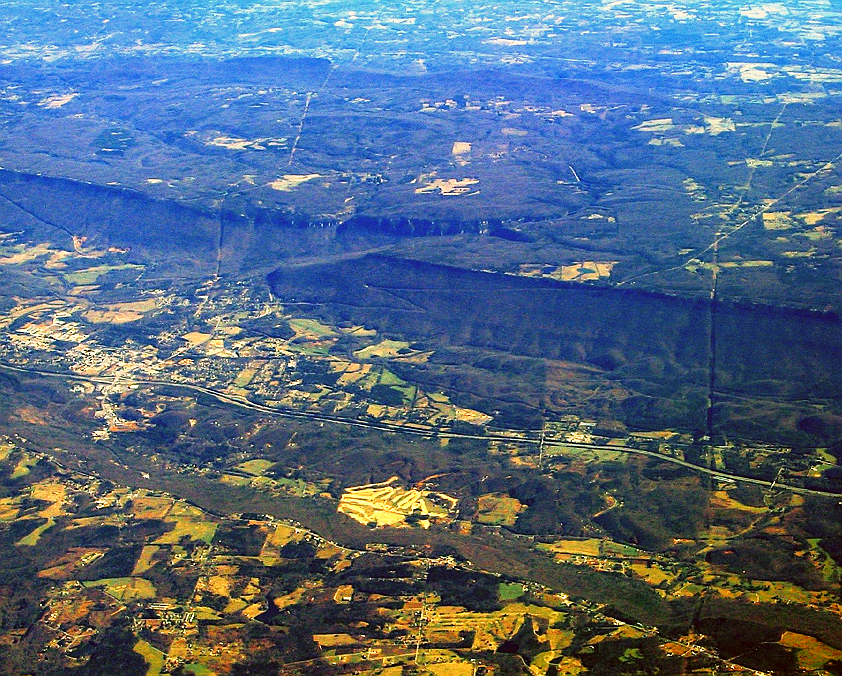
وجه منحدر لتشكيل جيولوجي يسمى نعف في ولاية تينيسي الأمريكية.

الجُرُف  أو الجُرْف أو الحدر أو المنحدر أو الهاوية هو منحدر شديد الميلان أو جرف طويل يتشكل نتيجة لفالق أو للتعرية ويفصل بين منطقتين مستويتين نسبياً لهما ارتفاعات مختلفة.
يسمى سطح المنحدر باسم «وجه المنحدر».